# J. T. Smith (Musiker)
John T. „Funny Papa“ Smith (auch Funny Paper Smith, The Howling Wolf, und Cool Papa Smith; * zwischen 1885 und 1890 in Texas; † um 1940) war ein US-amerikanischer Blues-Musiker (Gesang, Gitarre) und Songwriter, der mit dazu beitrug, den Texas Blues in den späten 1920er- und 1930er-Jahren zu entwickeln und bekannt zu machen.

## Leben
Smith, der aus dem östlichen Texas stammte, arbeitete als junger Mann im Lincoln Theater in New York City. Eine Zeit lang lebte er in Oklahoma; in den 1920er-Jahren heiratete er und spielte auf lokalen Tanzfesten, Jahrmärkten und in Juke Joints in Louisiana und Oklahoma, u. a. mit Thomas Shaw. Er war als Songster häufig in der Region unterwegs, u. a. auch mit Texas Alexander und Little Hat Jones.

Juke Joint in Natchez, Louisiana

Im September 1930 nahm Smith seinen zweiteiligen Song „Howling Wolf Blues“ (Vocalion Records 1558) auf. Dieser Song wurde zu seinem Markenzeichen. Mehrere Musiker (wie 1948 von Lightnin’ Hopkins), die meist aus Texas kamen, coverten den „Howling Wolf Blues“. Robert Johnson soll bei „Hellhound on My Trail“ (1937) Anleihen bei Smith’ Song genommen haben.
Nach einer gesprochenen Einleitung
Well, here I am, got the blues about little old Victoria, the Howlin’ Wolf.
Guess I’ll drop a few lines.
singt Smith die erste Strophe:
I’m that wolf that everybody been tryin’ to find out where in the world I prowl
Nobody ever gets a chance to see me, but they all hear me when I howl.
In der letzten Strophe heißt es:
(Looks, Seems) like God don't treat me like I’m a human kind.
Seems like he wants me to be a prowler and a Howlin’ Wolf all the time.
Smith nannte sich Funny Papa (was von den Produzenten fälschlich auf den Schallplatten als Funny Paper wiedergegeben wurde) oder auch – nach dem Erfolg seiner gleichnamigen 78er – Howling Wolf, circa zwanzig Jahre bevor Chester Burnett (1910–1976) unter diesem Namen Bekanntheit erlangte. Unter eigenem Namen spielte Smith 1930/31 in Chicago insgesamt 18 Plattenseiten ein, wie „Heart Bleeding Blues“, „Good Coffee Blues“, „Hard Luck Man Blues“ und „Honey Blues“ (Vocalion 1633); darunter waren auch zwei Duette mit Magnolia Harris („Mama’s Quittin’ and Leavin“, Vocalion 1602 bzw. Melotone M12077) und zwei mit Desser Foster („Tell It to the Judge Nos. 1 & 2“, Melotone M12117).

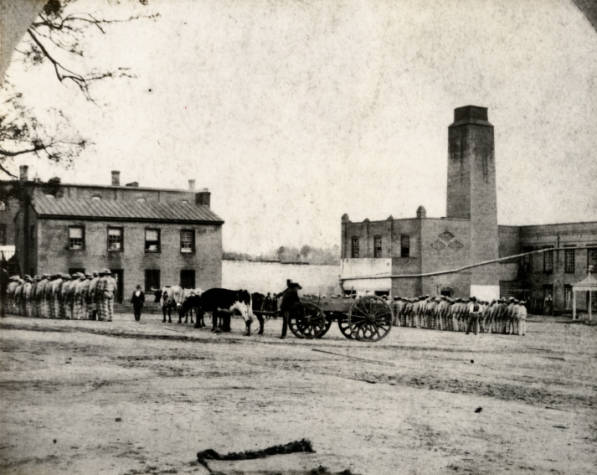
Der Gefängnishof des Texas State Penitentiary at Huntsville in den 1870er-Jahren

Kurz nach seinen letzten Plattenaufnahmen in Chicago 1931 wurde Smith in einer Spielhölle in eine Schlägerei verwickelt, bei der ein Mann getötet wurde. Er wurde im Staatsgefängnis von Huntsville inhaftiert, was seine Karriere beendete. Seine letzten Aufnahmen entstanden im April 1935 in Fort Worth mit Bernice Edwards (Gesang, Piano) und Black Boy Shine (Piano), blieben aber zu Lebzeiten unveröffentlicht. J. T. Smith soll um 1940 gestorben sein.

## Würdigung
Nach Ansicht der Bluesforscher Alan B. Govenar und Jay F. Brakefield war Smith’ Leben und Karriere typisch für die Bluesgitarristen seiner Zeit, die im Raum Dallas tourten. „Obwohl sie alle mehr oder weniger von Blind Lemon Jefferson geprägt waren, entwickelten sie trotzdem ihre eigenen Idiosynkrasien“.
Smith’ Gitarrenspiel war stilistisch von detaillierten melodischen Linien und repetitiven Bassriffs geprägt; für manche Kritiker war sein Spiel anspruchsvoller als das seiner Zeitgenossen, vor allem wegen seines alternierenden Daumen-Pickings. Andre Kritiker hielten jedoch fest, dass Smith die Tendenz hatte, auf einem verstimmten Instrument zu spielen.
Für Teddy Doering ist J. T. Smith vor allem wegen seiner Songtexte bedeutsam; neben „Seven Sisters Blues“, in dem er von einer Reise nach New Orleans erzählt, sei vor allem der am 10. Juli 1931 aufgenommene „Fool’s Blues“ (Vocalion 1674) Smith’ Meisterwerk, das die „Desillusion der afroamerikanischen Bevölkerung illustriert“. Zitiert wird dabei die Redewendung „God takes care of old folks and fools“. Zu Beginn des Songs stellt er in anscheinend naiver Weise fest:
You know, I’m a single-handed-fool. An’ gettin’ old, too.
Well, they say, God takes care of ol’ folks an’ fools,
and I guess he will Here I am.
In einer weiteren Zeile ergänzt er: And now let’s see if this is true. In den folgenden Strophen, als er versucht herauszufinden, wie es um ihn bestellt ist, meint er: God, when I was born, wonder was there any mo' mercy left. Später bemerkt er:
Look like I’m laid off and cryin’ both day an’ night
Everybody talks about me an’ nobody don't treat me right.
Dann wird er bitter und kommt zu dem Schluss, in dem er im von „Trunkenheit, Unzucht, Schädlichkeit“ geprägten Lebenswandel eines Bluesmusikers „das Werk des Teufels“ sieht:
.People, it don't seem like(ly) to me that God takes care of ol’ folks and fools.
But since I been born he must have changed the rules..:
You know this must be the devil I’m serving, I know it can't be Jesus Christ
Because I’m asked him to save me and look like he’s trying to take my life.
In der letzten Strophe beschreibt er seinen Gesundheitszustand:
I got TBs, ill teeth, I got third degrees and Boll’s disease /
My health is gone now, left me with the sickness blues,
People, it don't seem to Me
That God takes care of old folks an fools.

## Diskographische Hinweise
- Funny Papa Smith: The Original Howling Wolf (1930-1931) (Yazoo)
- J. T. „Funny Papa“ Smith (The Howling Wolf): Complete Recorded Works in Chronological Order (1930-1931) (Document Records)[14]

## Lexikalischer Eintrag
- Alan B. Govenar and Jay F. Brakefield, Deep Ellum and Central Track: Where the Black and White Worlds of Dallas Converged. Denton: University of North Texas Press, 1998.
- Sheldon Harris: Blues Who’s Who: A Biographical Dictionary of Blues Singers. New Rochelle, New York: Arlington House, 1979.
- Rick Koster: Texas Music. New York: St. Martin’s Press, 1998.
- Robert Santelli: Big Book of the Blues: A Biographical Encyclopedia. New York: Penguin Books, 1993.